# Albania ai Giochi della XX Olimpiade
L'Albania partecipò ai Giochi della XX Olimpiade che si sono svolti a Monaco di Baviera dal 26 agosto all'11 settembre 1972, con una delegazione di cinque atleti impegnati in due discipline: sollevamento pesi e tiro. Portabandiera fu Afërdita Tusha, tiratrice. Fu la prima partecipazione di questo paese ai Giochi. Non fu conquistata nessuna medaglia.